# Jukar
Jukar (jap. ユーカラ yūkara), lokalnie zwane jukara – gatunek literacki w ustnej tradycji Ajnów. Są to długie, wyrafinowane stylistycznie poematy narracyjne o rozbudowanej fabule, wyśpiewywane lub recytowane przez danego narratora. Wykonanie jednego jukaru trwało zazwyczaj całą noc, a niejednokrotnie kilka nocy z rzędu. Nazwa jukar oznacza „imitację” i odnosi się do imitowania przez narratora głosu aktualnego bohatera. Opowieści były często przedstawiane w pierwszej osobie i przeważnie zaczynały się od autoprezentacji. Zgodnie z ajnoską legendą jukary to historie, które niegdyś opowiadali Ajnom bogowie, jednak od czasu, gdy odeszli z ziemi do nieba, są one wykonywane przez ludzi. Zdaniem badaczy ajnoskiego folkloru wiara w boskie pochodzenie jukarów i wygłaszanie ich w pierwszej osobie mają swoje źródło w praktykach szamańskich, w których to dany bóg przemawia do ludzi ustami szamana.
Jukary dzielą się na „jukary boskie” (kamuj jukar) i „jukary ludzkie” (ajnu jukar), w ramach których wyróżnia się kilka podgatunków, m.in. opowieści o bogach-ludziach, noszące nazwę ojna, oraz opowieści o bohaterach, zwane hauki i sakorpe.
Zapisywaniem i opracowywaniem jukarów zajmowali się między innymi I. Kubodera i Kyōsuke Kindaichi. Ten drugi napisał także komentarze do wydanego przez Matsu Kannari w latach 1959-1976 dziewięciotomowego zbioru jukarów pt. Ainu jojishi yūkara-shū.
Nazwą tą określa się czasem wszystkie gatunki ajnoskiej poezji narracyjnej. Bywa również używana w odniesieniu do całości literatury ustnej stworzonej przez Ajnów.